# 水沢川 (秋田県)
水沢川（みずさわがわ）は、秋田県山本郡八峰町を流れる二級水系水沢川の本流である。

## 地理
次郎左衛門岳 (946m) 西山麓に端を発し、水沢山の山麓を大きく弧を描く様に迂回し渓谷を形成し峰水湖に注ぐ。水沢ダムにて流量調整された河川はゆるかな蛇行を繰り返し日本海に流入する。

## 流域の自治体
山本郡八峰町

## 白神山系水沢川源流の森
水沢山西山麓に広がる森林で「白神山系水沢川源流の森」として水源の森百選に指定されている。
| 山岳   | 面積 (ha) | 標高 (m) | 人工林(%) | 天然林(%) | 主な樹種     | 制限林           | 種類                         | 流量(m3/日) |
| ------ | --------- | -------- | --------- | --------- | ------------ | ---------------- | ---------------------------- | ----------- |
| 水沢山 | 3,361     | 430〜900 | 31        | 69        | ブナ・秋田杉 | 水源かん養保安林 | 湧水源、ダム貯水（水沢ダム） | 64,000      |

旧峰浜村の水道水や灌漑用水の水源に利用されている。白神山地に接し、樹齢100年以上といわれる、直径1m以上のブナの原生林が約7割を占め占める。次郎左衛門岳を源として流れる水沢川は、標高差963mの急流であり古くから水源林として保護されてきた。
- 所在地：秋田県山本郡八峰町峰浜水沢（データは指定年1995年（平成7年）7月）

## 流域の交通
- 秋田県道63号常盤峰浜線・能代山本広域農道（山本郡八峰町峰浜字目名潟）
- JR東日本 五能線 沢目駅（山本郡八峰町峰浜字水沢）
- 国道101号（山本郡八峰町峰浜字水沢・沢目駅の北）